# Jovana Janković

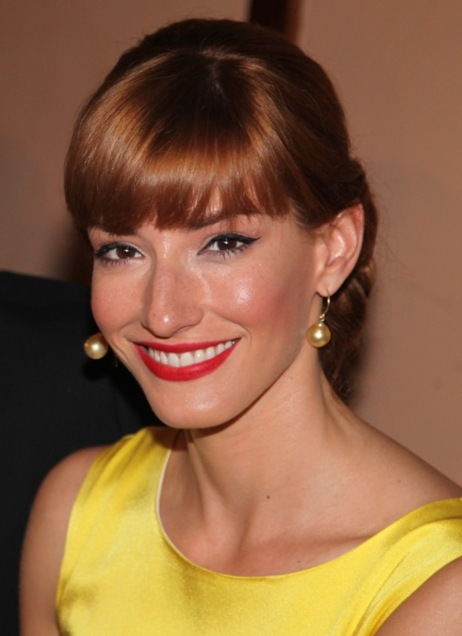
Jovana Janković (2012)

Jovana Janković (serbisch-kyrillisch Јована Јанковић; * 25. April 1981 in Belgrad) ist eine serbische Fernsehmoderatorin.

## Leben
Nach ihrem Kulturmanagementstudium an der BK Kunstakademie (Akademija umetnosti BK) stieg Janković im Alter von 19 Jahren ins serbische Fernsehgeschäft ein. Sie war zunächst beim privaten serbischen Fernsehsender BKTV angestellt. Dort moderierte sie die Sendungen „Blockbuster“ und „Trailer“, die sich mit den neuesten Kinoproduktionen befassten. Sie war auch in der Nachrichtenredaktion des Fernsehsenders tätig.
Nach dem Aus des Privatsenders BKTV wechselte Jovana zum öffentlich-rechtlichen RTS. Seit einigen Jahren moderiert sie, mit ihrem Kollegen Srđan Predojević, das tägliche Frühstücksfernsehen „Jutarnji program“. Durch diese Sendung, die morgens von 6 bis 9 Uhr ausgestrahlt wird, erlangte Janković ihren bisher höchsten Bekanntheitsgrad beim serbischen Publikum. Dank Janković’ jugendlichen Alters gewann die Show schnell eine junge Fangemeinde und Janković erschien auf den Titelseiten von „Gloria“, „Svet“, „TV Revija“ und „TV Novosti“.
Daneben moderierte Janković 2007 das Popmusik-Festival in Vrnjačka Banja. Auch eine kleine Filmrolle hat sie schon hinter sich. In „Četvrti čovek“ (Vierter Mann) spielte sie eine Journalistin.
Janković trainierte vom 12. bis zum 17. Lebensjahr erfolgreich Handball und wurde drei Jahre in Folge als beste Spielerin Serbiens ausgezeichnet.
Im Jahr 2005 wählte sie die Modeagentur Ford Models zur „Stilbewußten Prominenten“. Im Folgejahr zeichnete die Modeagentur „Select“ sie als „Prominente mit dem besten Styling“ aus.
In die Geschichte des Eurovision Song Contests ging Janković 2006 ein. Sie war die erste Punkteansagerin, die die Punkte eines Landes durchgab, das selbst in jenem Jahr keinen Beitrag im Rennen hatte.
Im Januar moderierte sie die Halbfinal-Auslosung für den 53. Eurovision Song Contest in Belgrad und im März die Gala, bei der die Startreihenfolge in den Halbfinals des Wettbewerbs ausgelost wurde. Im Mai 2008 moderierte sie, zusammen mit Željko Joksimović, auch das Finale.
Janković und Željko Joksimović sind seit dem Contest ein Paar und heirateten im Januar 2012 auf den Malediven.
Im April 2014 wurden beide Eltern eines Sohnes.